# Moonmadness
Moonmadness is het vierde studioalbum van de Britse muziekgroep Camel. Het is het laatst verschenen muziekalbum in de originele samenstelling.

## Geschiedenis
Na het redelijke succes dat Music inspired by The Snow Goose had wilden de platenmaatschappijen (voornamelijk die uit de Verenigde Staten) een album dat meer gericht was op liedjes (lees singles). Camel dook daarop in januari 1976 de Island Studio te Londen in, maar kwam wederom met een album dat geen track had dat zou uit kunnen groeien tot een hitsingle. Het eerste werkje stond eind januari op tape: Spirit of the Water (toen nog instrumentaal). In tegenstelling tot Snow Goose kwam er geen conceptalbum uit de opnamen, wel verwijzen sommige liedjes naar de Maan. Aristillus is een met het oog zichtbare maankrater, Spirit of the Water laat het maanlicht weerkaatsen; Another Night behandelt een ochtenddepressie en Lunar Sea gaat over de "zee" op de maan: Mare Imbrium. Het album bevat twee Camel-klassiekers in Air Born (soms ook Airborn) en Lunar Sea, zij werden ook in latere jaren live uitgevoerd. Als producer werd Rhett Davies ingeschakeld; hij was geluidstechnicus bij de Snow Goose; hij gaf de band een opener geluid.

## Muziek
De composities verwijzen naar de maan, de muziek verwijst volgens velen (en wordt ook in de cd-boekjes vermeld) naar de leden. Air Born zou gaan over Latimer, Chord Change over Bardens, Lunar Sea over Ward en Another Night over Ferguson. De vraag zal altijd zijn of het daadwerkelijk zo is. Ferguson en Ward verdwenen uit de muziekwereld; Bardens is inmiddels overleden. Moonmadness laat Camel in optima forma horen, behalve de zang dan. De composities laten nauwelijks verschil horen wie wat heeft gecomponeerd en de bijdragen zijn gelijkelijk verdeeld. Het toeschrijven van nummers aan de leden is een overeenkomst met het album Fragile van Yes; Yes zorgde daarbij echter voor solostukken; bij Camel bleef het één geheel. Er waren ook nog overeenkomsten met het muziekalbum On the Threshold of a Dream van de Moody Blues. Beide elpees hadden op kant B een oneindig doorlopende track; men moest zelf de naald uit de groef halen. Een andere overeenkomst met dat album zit in de stemvervormer, die gebruikt is. Chord change wordt behalve door akkoordenwisselingen "geplaagd" door maatwisselingen, vaak in 5/4-maat.

## Musici
- Andrew Latimer: gitaar, dwarsfluit, zang
- Peter Bardens: toetsinstrumenten, zang
- Doug Ferguson: basgitaar, zang
- Andy Ward: slagwerk/percussie

## Albums
Het album is inmiddels viermaal uitgegeven.

### Elpee

#### Kant A
1. Aristillus (Latimer) (1:56)
2. Song within a song (Latimer, Bardens) (7:14)
3. Chord change (Latimer, Bardens)(6:44)
4. Spirit of the Water (Bardens) (2:07)

#### Kant B
1. Another Night (Latimer, Bardens, Ward, Ferguson)(6:56)
2. Air Born (Latimer, Bardens)(5:02)
3. Lunar Sea (Latimer, Bardens) (9:09)

### Compact disc
De eerste compact disc was gelijk aan de elpee, doch zonder scheiding en doorlopende Lunar Sea.

### Geremasterde compact disc
In 2002 verscheen de eerste versie van een geremasterde uitvoering:
1. Aristillus (Latimer) (1:56)
2. Song within a song (7:14)
3. Chord change (6:44)
4. Spirit of the water (2:07)
5. Another night (6:56)
6. Air Born (5:02)
7. Lunar Sea (9:09)
8. Another Night (3:22) (singleversie)
9. Spirit of the water (2:13) (demoversie)
10. Song within a song (7:11) (live)
11. Lunar Sea (9:51) (live)
12. Preparation / Dunkirk (9:22)(live)

De livetracks kwamen van een BBC-concert.

### Geremasterde dubbel compact disc
In 2009 verscheen het album opnieuw, dit keer in een 2cd-versie.

#### Cd 1
1. Aristillus (Latimer) (1:56)
2. Song within a song (7:14)
3. Chord change (6:44)
4. Spirit of the water (2:07)
5. Another night (6:56)
6. Air Born (5:02)
7. Lunar Sea (9:09)

BONUS TRACKS
1. Another Night (3:22) (singleversie)
2. Spirit of the water (2:13) (demoversie)
3. Lunar Sea (9:51) (live)

#### Cd 2
1. Song within a song (7:11)
2. Delen uit Snow Goose (10:41)
3. Air Born (4:58)
4. Chord change (6:49)
5. The white rider (8:51) (van album Mirage)
6. Preparation / Dunkirk (9:22)
7. Another night (6:27)
8. Lady fantasy (16:05) (eveneens van Mirage)

De liveopnamen van de geremasterde versies zijn van het concert dat Camel gaf op 14 april 1976 in de Hammersmith Odeon te Londen in het kader van opnamen voor de BBC. Daarvan verscheen eerder een cd via het label Windspell, maar die was reeds langere tijd uitverkocht.

## Hoes
Na de problemen met de hoezen van de vorige albums dacht Camel nu in een keer goed te zitten. Mirage leverde problemen op met de sigarettenfirma Camel en Snow Goose moest op het laatste moment aangepast worden vanwege problemen met familie van de auteur van het boek; er moest Music Inspired by toegevoegd worden. De Amerikanen waren niet tevreden met de hoes van Field, dus het album verscheen daar in een andere versie. De binnenhoes, het was een dubbelklapper, werd opgesierd door een ruimtepak waar slechts één dier in past: de dromedaris oftewel camel in het Engels.

## Vervolg
Tijdens de concerten die volgden op dit album, waarbij ook De Doelen in Rotterdam werd aangedaan, bleek de muziek van Camel een jazztintje te krijgen. Ferguson stelde daarop voor Mel Collins bij de groep te betrekken. Collins kwam er inderdaad bij, maar Ferguson bleek een kuil voor zichzelf gegraven te hebben. Hij kon of wilde na verloop van tijd niet meer volgen; Latimer vond het achteraf een flinke aderlating, want het zou uiteindelijk ook leiden tot het vertrek van Bardens.